# Микулинецкая поселковая община
Микулинецкая поселковая община (укр. Микулинецька селищна громада) — территориальная община в Тернопольском районе Тернопольской области Украины.
Административный центр — посёлок Микулинцы.
Население составляет 17346 человек. Площадь — 239,6 км².
В соответствии с распоряжением Кабинета Министров Украины от 12 июня 2020 года, в состав общины вошла территория Микулинецкого поселкового, а также Двуречанского, Заздровского и Ладычинского сельских советов упразднённого Теребовлянского района.

## Населённые пункты
В состав общины входят 2 посёлка и 18 сёл:
- Посёлок Микулинцы
  - Воля
  - Конопковка
  - Кривки
- Дараховский старостинский округ:
  - Дарахов
  - Каменка
  - Тютьков
- Дружбовский старостинский округ:
  - Посёлок Дружба
  - Налужье
- Заздровский старостинский округ:
  - Заздрость
- Ладычинский старостинский округ:
  - Ладычин
  - Двуречье
- Риздвянский старостинский округ:
  - Риздвяны
  - Зубов
- Струсовско-Варваринский старостинский округ:
  - Бернадовка
  - Варваринцы
  - Струсов
- Хмелевский старостинский округ:
  - Новая Брыкуля
  - Старая Брыкуля
  - Хмелевка